# Mi tributo al festival
Mi tributo al festival es el nombre del vigesimocuarto álbum de estudio de la cantante mexicana Yuri,  y el tercero bajo el sello "Warner Music México". En este álbum Yuri rinde homenaje al desaparecido Festival OTI, interpretando canciones ganadoras de dicho festival. El primer sencillo es Ay amor, de la cantautora Ana Gabriel, con gran aceptación por parte del público.
Gracias a Mi tributo al Festival, en 2 semanas logra el Disco de Oro por 40,000 mil copias vendidas , y en dos meses el Disco de Platino, por 60,000 mil.
El 27 de septiembre de 2011 lanza al mercado su álbum, Mi tributo al festival

## Antecedentes
Yuri logró ser nominada a los premios Music World En España en las Categorías 
Mejor Artista Latina
Mejor Álbum pop Vocal Femenino
Mejor Canción Latina ( Ay Amor )

## Lista de canciones
| Pista | Título                    | Autor(es)                              | Duración |
| ----- | ------------------------- | -------------------------------------- | -------- |
| 01    | Al final                  | Roberto Cantoral                       | 3:42     |
| 02    | Ay amor                   | Ma. Guadalupe Araujo                   | 3:28     |
| 03    | Se solicita una aventura  | Roberto Cantoral                       | 3:13     |
| 04    | Suavemente                | Sergio Andrade                         | 3:07     |
| 05    | Víctima o ladrón          | Amparo Rubín                           | 3:39     |
| 06    | Como tú                   | Lolita De La Colina                    | 2:49     |
| 07    | Vive                      | José Ma. Napoleón                      | 3:32     |
| 08    | Que alegre va María       | Cecilia Lozano Bonfil                  | 4:57     |
| 09    | Mi vida                   | Gerardo Flores                         | 3:17     |
| 10    | Si hoy me quieres olvidar | Manuel Antonio Campos/Jonathan Zarzosa | 3:14     |
| 11    | Deja                      | José Ma. Napoleon                      | 3:06     |
| 12    | Vivir sin ti              | Eduardo Magallanes/Roberto Robles      | 3:11     |
| 13    | Siempre hay un mañana     | Irasema/Jimmy Webb                     | 3:30     |